# Wasa Express
Die Wasa Express ist eine Anfang der 1980er-Jahre als Travemünde gebaute Ro-Pax-Fähre. Sie wurde im Laufe der Zeit in der Ostsee, dem Ärmelkanal, dem westlichen Mittelmeer, im Fährverkehr zwischen den Kanarischen Inseln und im Roten Meer eingesetzt.

## Geschichte
Das Schiff wurde unter der Baunummer 432 auf der Wärtsilä-Werft gebaut. Die Kiellegung des Schiffes fand am 6. August 1980, der Stapellauf am 30. Januar 1981 statt. Die Fertigstellung des Schiffes erfolgte am 15. Juni 1981. Der Bau des Schiffes kostete 200 Mio. Dänische Kronen.

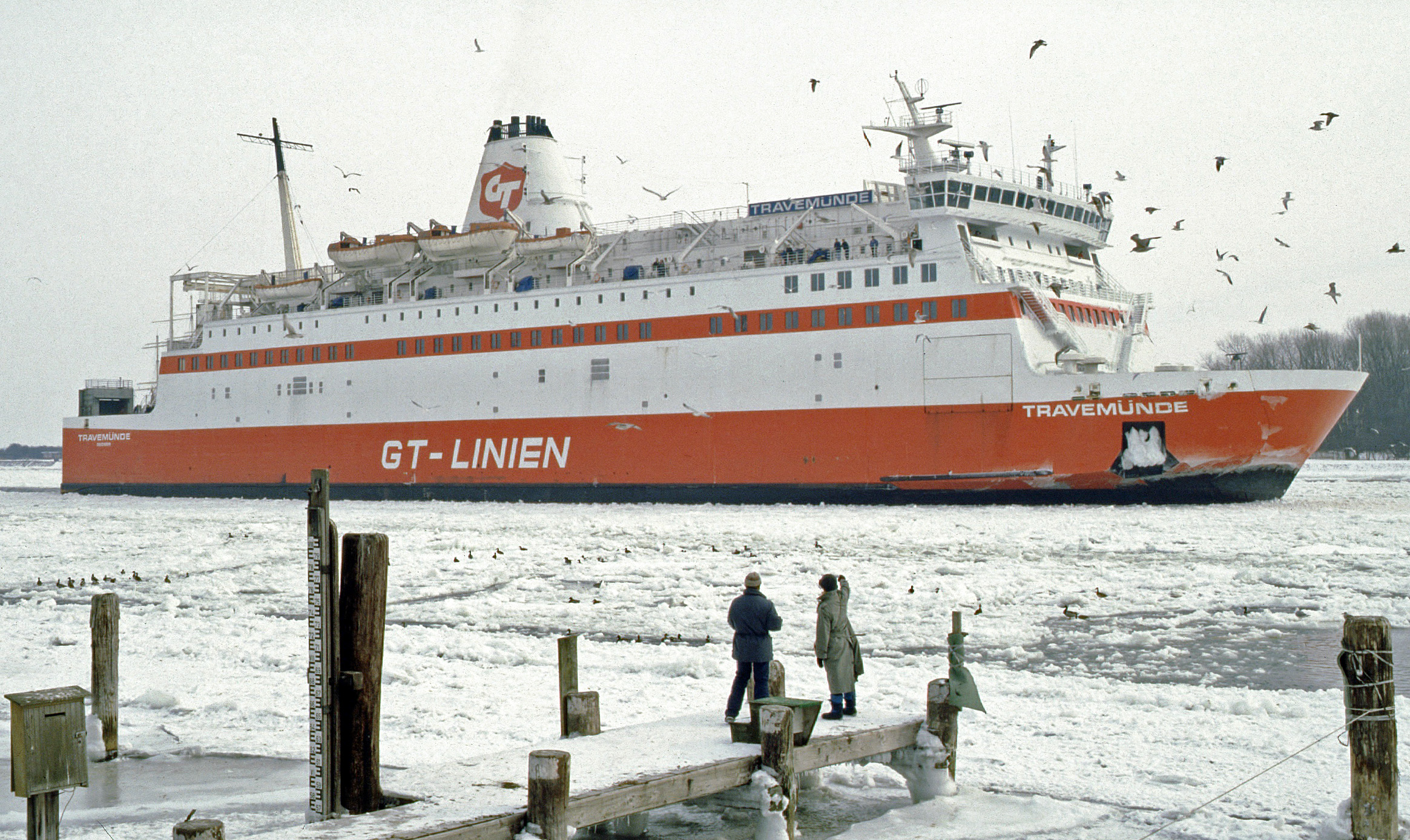
Als Travemünde im Eiswinter 1986

Das Schiff, das unter der Flagge Dänemarks als Travemünde für die Reederei Gedser-Travemünde Ruten auf der Strecke zwischen Gedser und Travemünde in Fahrt kam, wurde am 17. Juni 1981 in Kopenhagen getauft. Taufpatin war Prinzessin Benedikte zu Dänemark. Das Schiff ersetzte das zehn Jahre alte, gleichnamige Vorgängerschiff.
Die 1986 in GT-Linien umbenannte Reederei ging Anfang 1987 in Konkurs. Die Reederei wurde an das schwedische Unternehmen Sea-Link verkauft, die Travemünde jedoch vorerst von der Übernahme ausgenommen, um als Sicherheit für die Gläubiger der GT-Linien zu dienen. Hierfür wurde eine eigene Gesellschaft gegründet, das Schiff aber von der von Sea-Link gegründeten Gesellschaft GT-Link weiter auf der Strecke zwischen Gedser und Travemünde eingesetzt. Im April 1987 wurde das Schiff in Travemünde Link umbenannt.
Im Dezember 1988 wurde das Schiff für 200 Mio. Schwedische Kronen an ein Tochterunternehmen der schwedischen Rederi Gotland verkauft, die das unter die Flagge der Bahamas gebrachte Schiff an Sally Line vercharterte. Sally Line setzte das Schiff bis zur Einstellung der Verbindung im April 1997 zwischen Ramsgate und Dunkerque als Sally Star ein. Im Anschluss kam das Schiff für einige Monate an Silja Line, die das als Wasa Express vermarktete Schiff zwischen Vaasa und Holmsund einsetzte.
Nach dem Ende der Charter wurde das Schiff im Herbst 1997 auf der Lloyd-Werft in Bremerhaven umgebaut und modernisiert. Ab Anfang 1998 setzte das zur Rederi Gotland gehörende Unternehmen Destination Gotland das in Thjelvar umbenannte Schiff auf den Strecken zwischen Visby und Oskarshamn sowie Visby und Nynäshamn ein.
Ende 2003 wurde das Schiff auf den Strecken zur Insel Gotland durch die Gotland ersetzt. Die Thjelvar wurde an Color Line verchartert und Anfang 2004 in einer Werft in Fredericia für den Einsatz umgebaut. Color Line setzte das Schiff als Color Traveller unter der Flagge Norwegens zwischen Larvik und Hirtshals bzw. Larvik und Frederikshavn ein. 2004 fuhr das Schiff kurzzeitig auch auf der Strecke von Larvik nach Strömstad. Nach dem Ende der Charter Ende 2006 legte die Rederi Gotland das wieder in Thjelvar umbenannte und nun beschäftigungslose Schiff auf.
2007 wurde das Schiff für drei Jahre an Scandlines verchartert. Das Schiff wurde in Rostock umbenannt und unter der Flagge Deutschlands als reine Frachtfähre zur Verstärkung der Kapazitäten zwischen Rostock und Gedser eingesetzt. Da der frühere Anleger des Schiffes durch die beiden auf der Strecke eingesetzten Scandlines-Fähren Prins Joachim und Kronprins Frederik belegt waren, musste die Rostock am ehemaligen Eisenbahnfähranleger abgefertigt werden. Dort wurde eine Rampe gebaut, um auch das obere Fahrzeugdeck nutzen zu können.
Nach rund einem Jahr beendete Scandlines im September 2008 infolge der Wirtschafts- und Finanzkrise den Einsatz des Schiffes. Das Schiff wurde zunächst wieder aufgelegt. Im Sommer 2009 vercharterte Scandlines das Schiff an die Reederei Comarit, die es zwischen Almería und Nador einsetzte. Nach rund einem Jahr wurde es im Sommer 2010 an die Rederi Gotland zurückgeliefert und als Thjelvar erneut aufgelegt. Im Sommer 2011 wurde es an Fred. Olsen Express in Spanien verchartert und für rund ein Jahr als Betancuria unter spanischer Flagge zwischen den Kanarischen Inseln Gran Canaria, Fuerteventura und Lanzarote eingesetzt.
Im Oktober 2012 wurde das Schiff für rund 4,75 Mio. Euro an NLC Ferry in Vaasa verkauft. Die Reederei war von den Städten Umeå und Vaasa nach dem Konkurs von RG Linen, die bisher den Fährverkehr zwischen Vaasa (Finnland) und Holmsund (Schweden) betrieben hatte, im Jahr 2012 gegründet worden. Nach der Gründung der Reederei Kvarken Link im Jahr 2015 wurde NLC Ferry ein Tochterunternehmen von Kvarken Link. Die Fährverbindung über den Bottnischen Meerbusen ist eine der nördlichsten ganzjährig betriebenen Fährlinien. Das Schiff bediente die Strecke bis Ende August 2021 als Wasa Express unter der Flagge Finnlands, bevor es durch die Aurora Botnia ersetzt wurde.
Im Dezember 2020 wurde die Fähre an das Unternehmen UME Shipping in den Vereinigten Arabischen Emiraten verkauft und nach der Übernahme der Fährverbindung durch die Aurora Botnia übergeben. UME Shipping brachte das Schiff unter die Flagge Zyperns und ließ es von United Marine Egypt im Fährverkehr über das Rote Meer einsetzen.
Im Oktober 2021 wurde das Schiff für eine kurze Zeit an die spanische Reederei Baleària verchartert.

## Technische Daten und Ausstattung

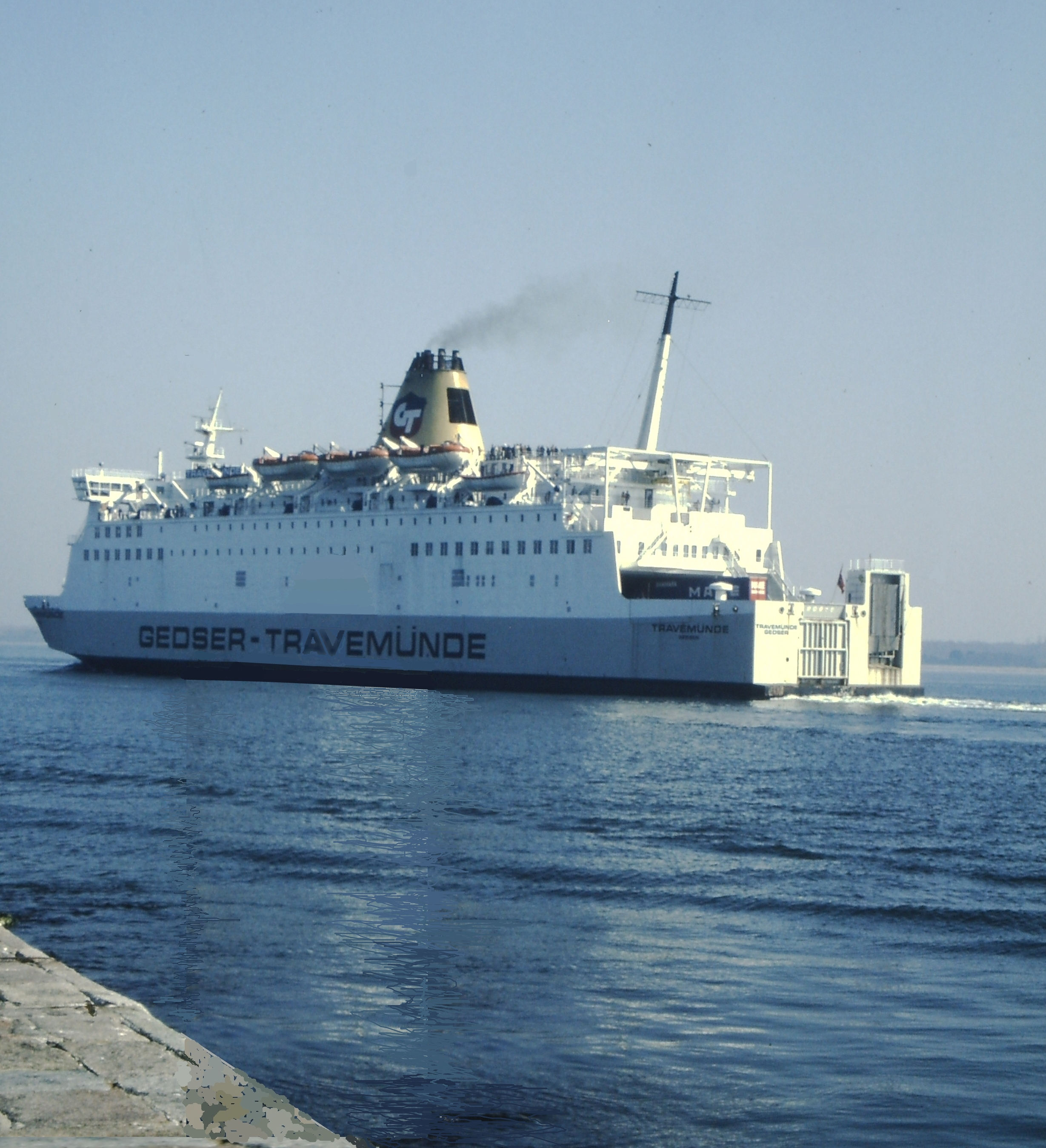
Heckansicht des Schiffes als Travemünde; gut sichtbar sind die Heckrampen, das hinten offene Fahrzeugdeck 5 und das später entfernte Krangerüst.

Das Schiff wird von vier Viertakt-Zwölfzylinder-Dieselmotoren von Wärtsilä (Typ: 12V32) mit insgesamt 14866 kW Leistung angetrieben. Jeweils zwei Motoren wirken über Untersetzungsgetriebe auf zwei Verstellpropeller. Das Schiff erreicht eine Geschwindigkeit von rund 18 kn. Es ist mit einem elektrisch angetriebenen Bugstrahlruder ausgestattet.
Für die Stromerzeugung an Bord stehen zwei Generatoren zur Verfügung, die über Nebenabtriebe an den Getrieben von den Hauptmaschinen angetrieben werden. Weiterhin stehen zwei Generatoren zur Verfügung, die jeweils von einem Viertakt-Dieselmotor des Herstellers Wärtsilä (Typ: 4R32) angetrieben werden. Außerdem wurde ein Notgenerator verbaut, der von einem Dieselmotor von General Motors angetrieben wird.
Das Schiff verfügt über elf Decks. Auf Deck 1 und 2 sind Maschinen- und Maschinenkontrollraum untergebracht. Außerdem befindet sich hier im Bugbereich eine kleine Sauna.
Deck 3 und 5 sind die durchgehenden Fahrzeugdecks. Deck 3 kann über eine Heckrampe auf der Backbordseite des Schiffes sowie eine Bugpforte be- und entladen werden. Die Zufahrt im Bug wird mit einem nach oben aufklappbaren Bugvisier verschlossen. Deck 5 ist im hinteren Bereich nach oben offen. Es kann über eine Heckrampe auf Deck 3 auf der Steuerbordseite, an die sich eine Rampe auf das höher liegende Deck anschließt, sowie mit landseitigen Rampen über zwei Zufahrten auf beiden Seiten des Schiffes im Bugbereich be- und entladen werden. Die Zufahrten zu den Fahrzeugdecks sind mit wasserdichten Schotten abgeschlossen. Beide Decks sind mittig in Längsrichtung unterteilt. Auf beiden Seiten befinden sich jeweils drei Fahrspuren. Im mittleren Bereich befinden sich die Zugänge zu den Decks sowie verschiedene Ver- und Entsorgungsschächte. Oberhalb von Deck 3 und Deck 5 sind Mezzanin-Decks (Deck 4 und Deck 6) eingehängt. Deck 4 besteht aus drei Mezzanin-Decks auf der Steuerbordseite des Schiffs, Deck 6 aus jeweils drei Mezzanin-Decks auf beiden Seiten des Schiffs. Die Mezzanin-Decks sind über Rampen im Schiff zu erreichen.
Auf Deck 7 und 8 befinden sich die Einrichtungen für die Passagiere. Im Zuge von Umbauten wurde die Ausstattung der beiden Decks teilweise verändert. Auf Deck 7 befanden sich ursprünglich u. a. ein Restaurant und eine Cafeteria. Im Zuge von Umbauten wurde ein drittes Restaurant eingerichtet. Auf diesem Deck befinden sich auch die Zugänge für Passagiere, die ohne Fahrzeug reisen, sowie eine Rezeption. Auf Deck 8 waren zwei Bars eingerichtet sowie 62 Vierbettkabinen untergebracht. Die Bars wurden im Zuge von Umbauten zu einer Bar zusammengefasst. Auch die Kabinen wurden umgebaut. Das Schiff hat heute 60 Kabinen, die als Zwei- bzw. Vierbettkabinen eingerichtet sind. Sie bieten Platz für 284 Personen. Im hinteren Teil der Decksaufbauten befand sich auf Deck 8 ein SB-Markt. Durch den ursprünglichen Einsatz des Schiffes zwischen Gedser und Travemünde wurde dieser für den Verkauf von zollfreien Waren genutzt. Zur Versorgung des Marktes befand sich im Anschluss an die Decksaufbauten oberhalb von Deck 7 eine Lagerfläche für Container, über der sich ein Krangerüst befand. Mit dem Kran konnten die Container im Hafen umgeschlagen werden. Da der SB-Markt für den zukünftigen Einsatz des Schiffes nicht mehr benötigt wurde, wurden das Gerüst und der Markt beim Umbau des Schiffes im Herbst 1997 in der Lloyd-Werft entfernt. Deck 8 wurde um den freigewordenen Platz nach hinten verlängert und im Bereich des ehemaligen SB-Marktes ein Salon mit Sitzplätzen eingerichtet. Heute befinden sich hier zwei getrennte Lounges. Ein Shop wurde später auf Deck 7 eingerichtet. Zur Verbesserung der Stabilität wurde beim Werftaufenthalt in der Lloyd-Werft im Heckbereich des Schiffes ein Ducktail angebracht, das aufgrund geänderter schwedischer Sicherheitsbestimmungen infolge des Untergangs der Estonia im September 1994 nötig wurde.
Auf Deck 9 und 10 sind die Räumlichkeiten für die Schiffsbesatzung untergebracht, auf Deck 10 auch die Brücke des Schiffes. Diese ist über die gesamte Breite – inklusiver der Nocken – geschlossen. Die Außenbereiche auf Deck 9 und 10 sind für Passagiere zugänglich. Auf Deck 11 befindet sich ein Sonnendeck.
Die Kapazitäten des Schiffes unterschied sich teilweise je nach Einsatz und Fahrtgebiet. Zunächst war es für 1780 Passagiere zugelassen und konnte 550 Pkw oder 65 Lkw befördern. Die Color Line nutzte das Schiff als Frachtfähre und beschränkte die Passagierkapazität auf 150 Personen. Fred. Olsen Express vermarktete das Schiff mit einer Kapazität von 1536 Passagieren und 440 Pkw.
Der Rumpf des Schiffes ist eisverstärkt (Eisklasse 1A).